# Селезнёва, Инесса Сергеевна
Ине́сса Серге́евна Селезнёва (13 августа 1929 — 14 января 2006, Москва) — советский, российский кинорежиссёр. Заслуженный деятель искусств РСФСР (1989).

## Биография
В 1952 окончила исторический факультет Московского института международных отношений, в 1966 — режиссерский факультет ВГИКа.
Работала в Творческом объединении «Экран», в студии «Слово» на «Мосфильме».
Член Союза кинематографистов СССР (Москва).
Похоронена на Донском кладбище (участок № 4).

## Семья
До 1970 года была замужем за писателем Владимиром Богомоловым.

## Фильмография
- 1966 — Пaпa, cлoжи! (первая новелла из киноальманаха «Путешествие»)
- 1972 — Перевод с английского
- 1974 — Ваши права?
- 1975 — Лес
- 1976 — Дневной поезд
- 1979 — Осенняя история
- 1981 — Всем — спасибо!
- 1986 — Путь к себе
- 1987 — Вот такая история…
- 1989 — Анна Петровна
- 1992 — Воспитание жестокости у женщин и собак
- 2003 — Два одиночества

## Награды и звания
- Заслуженный деятель искусств РСФСР (26 января 1989) — за заслуги в области советского искусства[5].